# Fußball-Regionalliga Südwest
Die Fußball-Regionalliga Südwest ist eine erstmals 2012 gebildete Liga im deutschen Fußball. Sie ist eine von fünf Regionalligen, die aktuell unterhalb der 3. Liga die vierthöchste Spielklasse im Ligasystem in Deutschland bilden. Das Verbandsgebiet erstreckt sich über insgesamt sieben Landes- und zwei Regionalverbände sowie vier Bundesländer (Baden-Württemberg, Saarland, Rheinland-Pfalz und Hessen).
Historisch wurde von 1963 bis 1974 eine zweitklassige Liga mit demselben Namen ausgetragen.
Seit der Saison 2023/24 fungiert die am 22. Dezember 2022 neu gegründete RLSW Regionalliga Südwest GmbH als Ligaträger. Diese zeichnet somit auch für die Organisation des Spielbetriebs in der Regionalliga Südwest verantwortlich. Die Geschäftsstelle der RLSW Regionalliga Südwest befindet sich in Karlsruhe.

## Träger und Gesellschafter
Träger der Regionalliga Südwest ist seit der Saison 2023/24 die RLSW Regionalliga Südwest GmbH mit Sitz in Karlsruhe.
Gesellschafter sind insgesamt neun Fußballverbände. Dabei handelt es sich um die sieben beteiligten DFB-Landesverbände
- Badischer Fußballverband,
- Hessischer Fußball-Verband,
- Fußballverband Rheinland,
- Saarländischer Fußballverband,
- Südbadischer Fußballverband,
- Südwestdeutscher Fußballverband und
- Württembergischer Fußballverband

sowie die zwei DFB-Regionalverbände
- Süddeutscher Fußball-Verband und
- Fußball-Regional-Verband Südwest.

## Geschichte

### Modus
Mit der Regionalligareform 2012 wurde die Regionalliga von bis dahin drei auf fünf Ligen aufgestockt. Diese sind seitdem die Ligen Nord, Nordost, West, Südwest und Bayern. Ausgetragen wird die Liga vom Fußball-Regional-Verband Südwest und vom Süddeutschen Fußball-Verband (mit Ausnahme des Bayerischen Fußball-Verbandes). Sie erstreckt sich über die Bundesländer Rheinland-Pfalz, Saarland, Hessen und Baden-Württemberg.

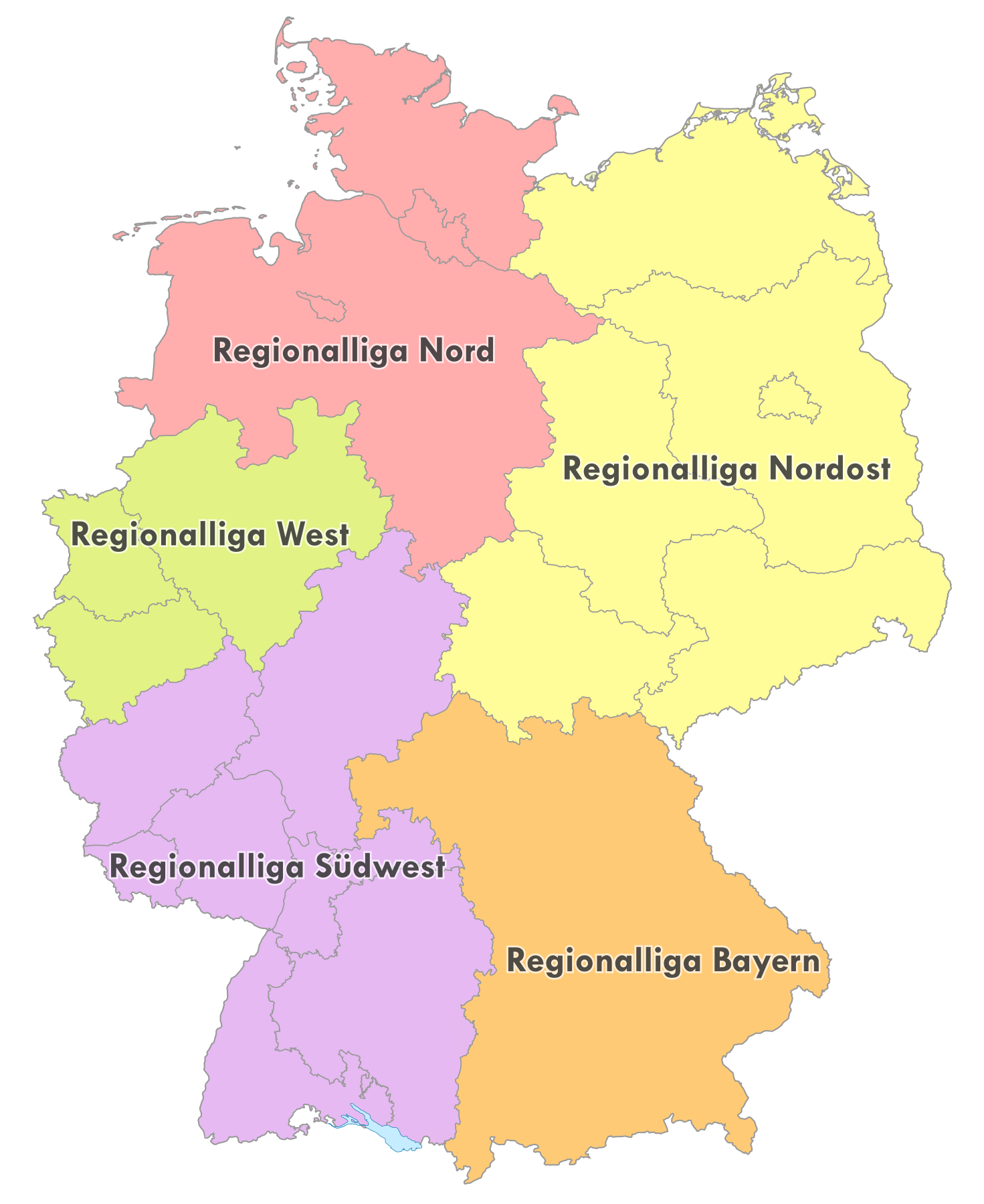
Die fünf Regionalligen seit 2012/13 (Regionalliga Südwest in violett)

Von der Saison 2012/13 bis 2017/18 nahmen der Meister und der Zweitplatzierte an der Aufstiegsrunde zur 3. Liga teil. Der Zweitplatzierte wurde deshalb berücksichtigt, da für die Aufstiegsrunde sechs Teams nötig waren und weil sich im Gebiet der Regionalliga Südwest damals wie auch heute von allen fünf Regionalligen die meisten Mannschaften und Mitglieder befanden. Für die Saisons 2018/19 bis 2020/21 besteht die Regelung, dass lediglich der Meister direkt in die 3. Liga aufsteigt, für die Nächstplatzierten entfällt jegliche Möglichkeit des Aufstiegs. Die Staffelstärke liegt in der Saison 2019/20 bei 18 Mannschaften.  Aus den Ligen unterhalb der Regionalliga Südwest gibt es insgesamt vier Aufsteiger: Aus den Oberligen Rheinland-Pfalz/Saar, Hessen und Baden-Württemberg steigt jeweils eine Mannschaft, in der Regel der Meister, auf; die drei Vizemeister spielen einen vierten Aufsteiger aus.

### Gründungsmitglieder 2012/13
An der ersten Saison der Fußball-Regionalliga Südwest nahmen insgesamt 19 Vereine teil:
SG Sonnenhof Großaspach, Eintracht Frankfurt II, Eintracht Trier, Wormatia Worms, TSG 1899 Hoffenheim II, 1. FC Kaiserslautern II, SC Freiburg II, 1. FSV Mainz 05 II, KSV Hessen Kassel, SV Elversberg, SV Waldhof Mannheim, SC 07 Idar-Oberstein, SC Pfullendorf, TuS Koblenz, FSV Frankfurt II, FC Bayern Alzenau, SSV Ulm 1846, 1. FC Eschborn, FC 08 Homburg

### Tabellenspitze sowie Aufsteiger
| Jahr   | Meister                 | Vizemeister             | Dritter                 |
| ------ | ----------------------- | ----------------------- | ----------------------- |
| 2013   | KSV Hessen Kassel       | SV Elversberg           | 1. FC Kaiserslautern II |
| 2014   | SG Sonnenhof Großaspach | SC Freiburg II          | 1. FSV Mainz 05 II      |
| 2015   | Kickers Offenbach       | 1. FC Saarbrücken (A)   | SV Elversberg (A)       |
| 2016   | SV Waldhof Mannheim     | SV Elversberg           | TSG 1899 Hoffenheim II  |
| 2017   | SV Elversberg           | SV Waldhof Mannheim (M) | 1. FC Saarbrücken       |
| 2018   | 1. FC Saarbrücken       | SV Waldhof Mannheim     | Kickers Offenbach       |
| 2019   | SV Waldhof Mannheim     | 1. FC Saarbrücken (M)   | FC 08 Homburg           |
| 2020 1 | 1. FC Saarbrücken       | TSV Steinbach Haiger    | SV Elversberg           |
| 2021   | SC Freiburg II          | SV Elversberg           | Kickers Offenbach       |
| 2022   | SV Elversberg           | SSV Ulm 1846            | Kickers Offenbach       |
| 2023   | SSV Ulm 1846            | TSV Steinbach Haiger    | TSG 1899 Hoffenheim II  |
| 2024   | VfB Stuttgart II        | Stuttgarter Kickers     | TSG 1899 Hoffenheim II  |
| 2025   | TSG 1899 Hoffenheim II  | Kickers Offenbach       | SGV Freiberg            |

fettgeschriebene Mannschaften = Aufsteiger (siehe dazu auch Aufstieg zur 3. Fußball-Liga)

(M) = Meister der Vorsaison

(A) = Absteiger der Vorsaison

### Neugründung als GmbH
Am 22. Dezember 2022 wurde offiziell die formale Neugründung von der bisherigen Regionalliga Südwest GbR in die RLSW Regionalliga Südwest GmbH vollzogen. Der Eintrag ins Handelsregister der Gesellschaft erfolgte am 30. März 2023. Die neu gegründete RLSW Regionalliga Südwest GmbH hat seit dem 1. Juli 2023 den operativen und sportlichen Betrieb der Regionalliga Südwest übernommen. Sie hat nach wie vor ihren Hauptsitz in Karlsruhe und setzt die laufenden Aktivitäten der Regionalliga Südwest fort. Zukünftig trägt sie die Verantwortung für Organisation und Verwaltung der Liga. Die Umstrukturierung wurde in enger Abstimmung und mitunter auf Wunsch der Vereine durchgeführt. Ein Hauptziel dieser Umgestaltung besteht darin, ein professionelleres und effizienteres Management der Liga zu etablieren. Gleichzeitig soll den Vereinen eine umfassendere Unterstützung zuteilwerden.
Ein zentraler Anstoß für die Umfirmierung lag darin, den teilnehmenden Klubs eine stärkere Stimme zu verleihen und sie in Entscheidungsprozesse einzubeziehen. So verfügen nun zwei Vereinsvertreter über jeweils einen Sitz im fünfköpfigen Aufsichtsrat der Regionalliga Südwest. Die entsprechenden Vertreter wurden durch die Ligaversammlung gewählt, in der alle Vereine der Regionalliga Südwest repräsentiert sind. Diese neue Entscheidungsstruktur ermöglicht eine breitere Beteiligung der Vereine an strategischen Entscheidungen und gewährleistet eine größtmögliche Einbindung.

## Rekorde

### Spieler mit den meisten Einsätzen
Stand: 25. Juni 2024
| Rang | Spieler           | Spiele | für Verein(e) | Zeitraum  |
| ---- | ----------------- | ------ | --- | --------- |
| 1.   | Johannes Reichert | 333    | SSV Ulm 1846 (283) 1. FC Kaiserslautern II (50) | 2012–2023 |
| 2.   | Jannik Sommer     | 282    | Wormatia Worms (27) FSV Frankfurt (25) FC 08 Homburg (55) SV Waldhof Mannheim (114) FK Pirmasens (14) SVN Zweibrücken (19) Eintracht Frankfurt II (28) | 2013–2023 |
| 3.   | Marcel Carl       | 273    | FC-Astoria Walldorf (195) FC 08 Homburg (55) 1. FC Saarbrücken (23)                                                                                    | seit 2014 |
| 4.   | Kevin Lahn        | 272    | TSV Steinbach Haiger (62) SV Elversberg (24) TuS Koblenz (131) Wormatia Worms (30) 1. FC Kaiserslautern II (25)                                        | 2012–2022 |
| 5.   | Daniel Endres     | 266    | FSV Frankfurt (67) FC Bayern Alzenau (20) Kickers Offenbach (179)                                                                                      | 2013–2022 |

### Spieler mit den meisten Toren
Stand: 25. Juni 2024
| Rang | Spieler         | Tore | Spiele | Tore/Spiel | für Verein(e) | Zeitraum  |
| ---- | --------------- | ---- | ------ | ---------- | --- | --------- |
| 1.   | Florian Treske  | 80   | 184    | 0,43       | Kickers Offenbach (14) Wormatia Worms (49) SSV Ulm 1846 (17)                                                                  | 2012–2019 |
| 2.   | Marcel Carl     | 75   | 273    | 0,27       | FC 08 Homburg (10) 1. FC Saarbrücken (3) FC-Astoria Walldorf (62)                                                             | seit 2014 |
| 3.   | Jannik Sommer   | 65   | 282    | 0,23       | Wormatia Worms (2) FC 08 Homburg (9) SV Waldhof Mannheim (35) FK Pirmasens (8) SVN Zweibrücken (7) Eintracht Frankfurt II (4) | 2013–2023 |
| 4.   | Patrick Schmidt | 64   | 104    | 0,62       | 1. FC Saarbrücken (41) FC 08 Homburg (23)                                                                                     | 2014–2018 |
| 5.   | Arif Güclü      | 62   | 237    | 0,26       | TSV Steinbach Haiger (17) FSV Frankfurt (35) TSV Schott Mainz (9) Wormatia Worms (1)                                          | seit 2016 |

### Meistertitel
| Rang | Verein                  | Meisterschaften |
| ---- | ----------------------- | --------------- |
| 1    | SV 07 Elversberg        | 2               |
|      | SV Waldhof Mannheim     | 2               |
|      | 1. FC Saarbrücken       | 2               |
| 4    | SC Freiburg II          | 1               |
|      | SG Sonnenhof Großaspach | 1               |
|      | TSG 1899 Hoffenheim II  | 1               |
|      | KSV Hessen Kassel       | 1               |
|      | Kickers Offenbach       | 1               |
|      | VfB Stuttgart 1893 II   | 1               |
|      | SSV Ulm 1846            | 1               |

## Logo

Das bis einschließlich der Saison 2022/23 genutzte Logo

Das mit der Gründung 2012 eingeführte Logo der Regionalliga Südwest zeigte einen Fußballspieler, der Richtung Südwesten orientiert ist. Die sieben blauen Sterne symbolisieren die beteiligten Landesverbände, die beiden weißen Sterne stehen für die Regionalverbände SFV und FRVS. Im Zuge der Umfirmierung 2023 präsentiert sich die Liga seit der Spielzeit 2023/24 mit einem neuen Logo (siehe oben). Die Grundelemente wurden dabei bewahrt.